# 神戸電気鉄道クホ・サホ760形貨車

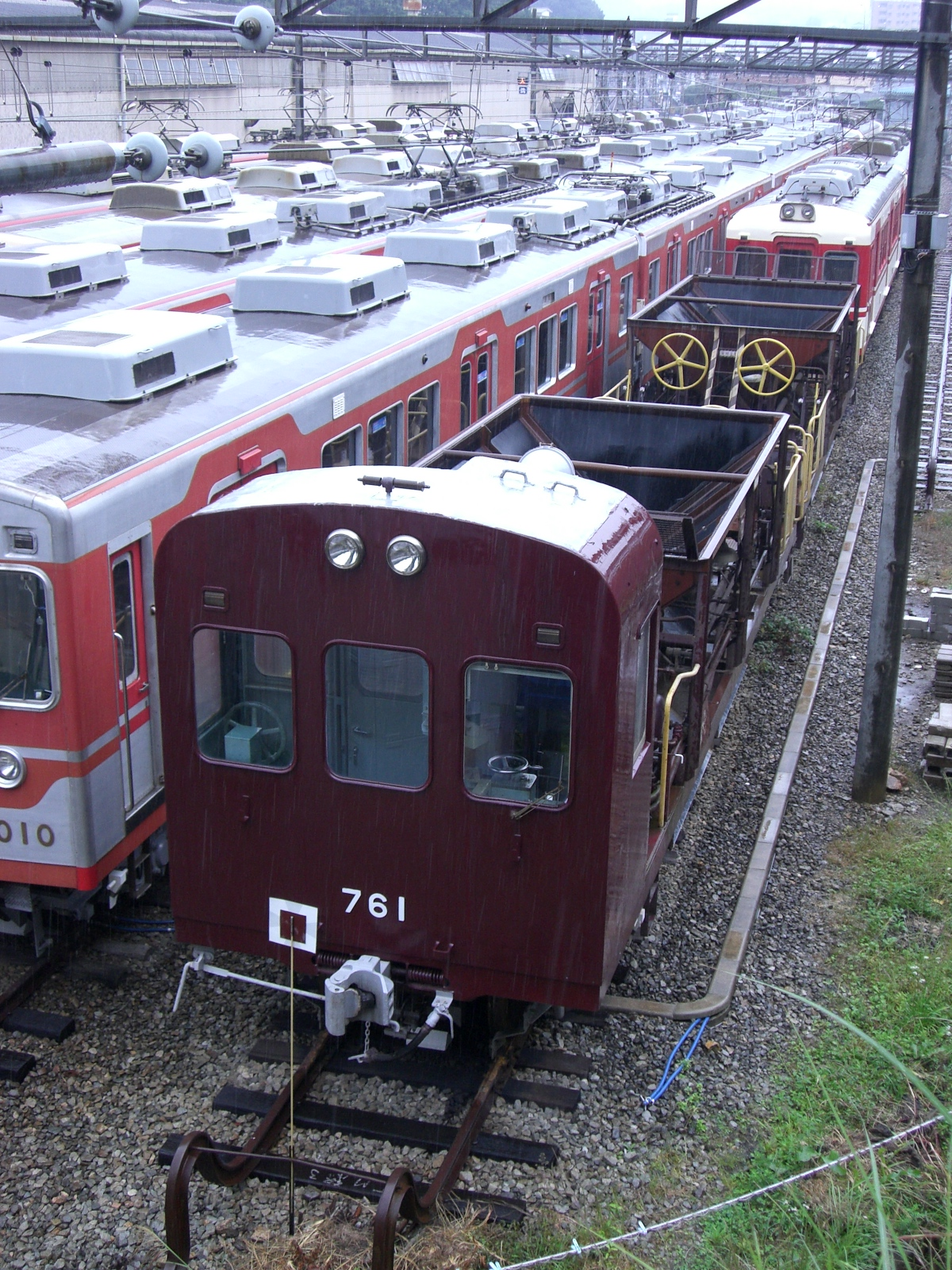
クホ760形761

神戸電気鉄道クホ760形・サホ760形貨車（こうべでんきてつどうクホ760がた・サホ760がたかしゃ）は、神戸電気鉄道時代の1978年に登場し、神戸電鉄（神鉄）が保有していた事業用貨車（ホッパ車）である。

## 概要
保線作業のうちバラスト撒布の効率化を目的に、1978年（昭和53年）6月に川崎重工で新造された車両で、クホ760形761とサホ760形762の2両からなる。
クホの神戸寄りには運転台が設置されており、終端駅でのED2001形電気機関車（→700形）の機回しを行うことなく機関車を制御できる。プッシュプル運転を行うため、サホ762には制御回路の引き通し線が設けられている。
荷重は両者とも16 t、積載容量は9.65 m3、全長はサホが10,900 mm、クホは運転台の分だけ長くなり11,200 mmとなっている。ホッパの内部には騒音防止用の防音ゴム板が設置されている。
台車は国鉄のTR211台車を基本に、ホッパ車用として設計されたKW-23を装着した。ブレーキはCSD自動空気ブレーキを採用している。

## 運用
新製以来、電気機関車と共にクホ761 - サホ762 + 701の3両編成でバラスト撒布に使用されていた。しかし本車を牽引する700形電気機関車が老朽化により引退したため運用が困難になり、700形701とともに2011年3月31日付で廃車となった。